# 休奇耶
55°13′N 62°46′E / 55.217°N 62.767°E
休奇耶（俄语：Щу́чье，意即「狗魚」）是俄羅斯庫爾干州西部的一個城市，距庫爾干180公里。2002年人口10,602人。
休奇耶于1750年建立，1945年正式建市。大约14%的俄罗斯化学武器储存在休奇耶。2015年，許多存儲在休奇耶的化学武器被销毁。